# 你曾是少年
《你曾是少年》（英語：Wings of My Words），是台灣女子演唱團體S.H.E自2012年底發行《花又開好了》專輯以來，經過2013年「2gether 4ever世界巡演」及2014年「2gether 4ever世界巡演安可場」後，團員以「單飛不解散」的形式各自單飛出擊，皆創佳績之後，相隔兩年多，以團體名義合體推出的新單曲，為中國大陸電影《少年班》的主題曲，由該電影導演肖洋作詞，楊子樸作曲。《你曾是少年》於2015年5月20日發行，僅供數位音樂下載，暫時並未收錄於S.H.E的專輯內。

## 唱片版本
- 數位專輯，未有實體CD，不預購。

| 類型     | 發行日期      |
| -------- | ------------- |
| 數位單曲 | 2015年5月20日 |

## 簡介
《少年班》這部電影是由剪接師出身的中國導演肖洋，首部執導的大螢幕處女作，電影主題曲邀請到久未合體推出新歌的S.H.E來演唱是因為S.H.E是他大學時期女朋友最喜歡的團體，耳濡目染之下S.H.E也成為他最喜歡的華語女歌手之一，看到同樣成長的她們，彷彿也像看到那些年的自己。為精準傳達《少年班》電影中的內在價值觀，導演肖洋親自填詞，寫出《你曾是少年》的歌詞，並期望透過電影搭配的這首歌能提醒大家在這個越是忙碌和複雜的時代永遠要記住我們的初心，記得我們在人生旅途剛出發的樣子，找到自己與世界相處最自如的方式。

## 曲目
| 曲序     | 曲目                             |          | 作曲     | 编曲     | 製作人   | 备注                 | 时长 |
| -------- | -------------------------------- | -------- | -------- | -------- | -------- | -------------------- | ---- |
| 1.       | 你曾是少年 （Wings of My Words） | 肖洋     | 楊子樸   | JerryC   | 王治平   | 電影《少年班》主題曲 | 4:26 |
| 总时长： | 总时长：                         | 总时长： | 总时长： | 总时长： | 总时长： | 总时长：             | 4:26 |

## 名人評論
韓寒：「歌詞非常打動我，肖洋寫的很好，僅次於我，我聽完這首歌都幾乎想給電影改名叫《你曾是少年》了。」

## 反應
- 2015年 全球流行音樂金榜 上半年20大金曲－〈你曾是少年〉

## 音樂錄影帶
| 歌名                                                 | 執導 | 首播日期      | 首播頻道                    | 附註               |
| ---------------------------------------------------- | ---- | ------------- | --------------------------- | ------------------ |
| 《你曾是少年 Wings of my words》Official Music Video | 肖洋 | 2015年5月22日 | 華研國際音樂官方YouTube頻道 | ｢少年班｣電影主題曲 |

## 其他作品
| 上一張單曲： | 你曾是少年 2015年5月20日 | 你曾是少年 2015年5月20日 | 下一張單曲： 十七 2018年8月30日 |

## 外部連結
- S.H.E《你曾是少年 Wings of my words》Official Music Video （页面存档备份，存于）